# Pachysaga
Pachysaga là một chi côn trùng thuộc họ Tettigoniidae. Chi này có các loài sau:
- Pachysaga munggai
- Pachysaga strobila